# کابانیس د اسگبا
کابانیس د اسگبا (به اسپانیایی: Cabañes de Esgueva) یک شهرستان در اسپانیا است.